# Syberia II
A Syberia II 2004-ben megjelent kalandjáték, a 2002-ben piacra dobott Syberia folytatása. A játék szintén a francia Microïds kiadó fejlesztése, és szintén Benoît Sokal tervei alapján készítették.

## Bevezető
A Syberia első részének végén Kate úgy dönt, hogy nem megy vissza New York városába, hanem követi Hanst, és felfedezi vele a titokzatos mesebeli sziget, Szibéria létezésének titkát. A dolog korántsem lesz olyan egyszerű, mint amennyire azt képzelték, útjukat ugyanis számos akadály nehezíti meg.
Útjukon segítségükre lesz Oscar ("Oszkár"), Hans automatája.

## Helyek

### Romansburg
Romansburg a helyiek elmondása szerint ténylegesen az utolsó civilizált hely a fagyos tundrán. Egyetlen vasútállomás és egy kolostor található benne. A vasútállomáson egy kocsma és egy kiskereskedés életét ismerjük meg. Romansburgban Hans súlyosan megbetegszik, és a kolostor segítségére lesz szükség.
A helyi kolostor szigorú szabályrend szerint működik. Kizárólag férfiakat engednek be a felvonójukon keresztül, ami az egyetlen bejárat a magas fallal körülvett épületbe. Az itteni szerzetesek főleg könyveket másolnak, gyertyákat öntenek, mivel a kerti munka az éghajlat miatt igen nehézkes lenne. Törvényeik szerint csak akkor segíthetnek valakin, ha tényleges bizonyítékuk is van arról, hogy a páciens valóban súlyos életveszélyben van. Ebben az esetben megengedik, hogy náluk keressen gyógymódot az illető, és a korukhoz illő módszerekkel meggyógyuljon.

### Erdő
A Romansburg melletti erdő egy tökéletesen hétköznapi erdő, annyi különbséggel, hogy egy elhagyatottnak tűnő faház található benne, feltételezhetően egy vadász vagy favágó lakhatja, vagy lakhatta. A ház egy kisebb patak mellett fekszik, melyben halak is élnek.

### Youkol falu
A sínek vége a youkol falu közvetlen bejáratánál van, melyet bagoly- és mamutszobrok különítenek el a többi világgal.
A falu maga a felső, vastag jégréteg alatt, de egy alsó jégréteg között található.
A youkolok szent állatként tisztelik a mamutot, és a falujuk túlnyomó része ennek csontjaiból épült. A helyiek alacsony, tömzsi emberek, akik bőrből készült, vastag kabátot viselnek. Főbb táplálékuk főleg halakból áll. A falu központjában a mamutcsontokból és fából épült csónak áll, mely a falu kijárata előtt pihen. Mellette a falu sámánjának lakhelye fekszik.
A falu területén élő különleges állat a Youki. Ezek egy szerzetes útinaplója alapján különös, spirituális kapcsolatban vannak Szibériával, melyet egy bizonyos növény még intenzívebbé tehet. A youkolok főleg háziállatként tartják őket. Szintén ezen a környéken találkozhatunk a Harfang nevű madárral is, amely leginkább a hóbagolyra emlékezteti az embert.

### Jégsziget
Ez a sziget a Youkol falu és Szibéria között található. Területén pingvinek élnek viszonylag nagy lélekszámmal.

### Szibéria
A titokzatos, legendás, mesebeli sziget, mely nincs rajta semelyik térképen sem, és soha, senki nem járt még arra a Föld többi pontjáról. Területén hatalmas, kék és zöld színű fű terül el, és otthont ad a környéken békésen legelésző mamutok számára.

## Történet
|  | Alább a cselekmény részletei következnek! |

Kate Walker úgy döntött, mégsem megy haza, hanem Hans és Oscar társaságában elindul, hogy felfedezze Szibéria világát, mely egyesek szerint csak a gyermekmesékben létezik.
Első megállójukban, Romansburgban Hans nagyon súlyosan megbetegedik, és a kolostor segítségére van szüksége, hogy folytathassa útját. Ott azonban Kate láttán nem lesznek elsőre segítőkészek, mivel a törvényeik tiltják, hogy nő betegye a lábát a kolostor területére. Kate felveszi az egyik szerzetes ruháját, és felkérezkedik a lifttel. Ott felfedi magát, és elmeséli, miért ment oda. A szerzetesek csak abban az esetben segítenek neki, ha elviszi nekik Hans leplét, melyet a kolostor bejáratánál tud beszerezni. Rá kell tennie Hans arcára, és a lenyomat alapján meg tudják mondani, hogy fognak-e segíteni, vagy sem.
Miután Kate elviszi nekik a leplet, Hanst azonnal beviszik, ők azonban már úgy hiszik, túl későn került be, és nem tudnak rajta segíteni. A főhősnő azonban a kolostor könyvtárának titkos részlegén megtalálja Alexej testvér jegyzeteit és utazónaplóját, melyből megtudja, hogy egy különleges gyertya segítségével megmenthető az ilyen beteg ember. A youkol recept szerint egy különleges növényből főzött gyertya gőze az, ami segíthet. Kate elkészíti ezt, meggyújtja Hans szobájában, aki ettől sokkal jobban lesz. Mivel önként nem távozhatnak csak úgy, ezért megszöknek, és felkészülnek az indulásra.
Romansburg egyik elkerített részén Kate megismert Ivant és Igort, a két cimborát, akik Igor vezetésével mindig valami rosszban sántikálnak. Míg Kate a Cirkos kocsmájában köszön el a csapostól, a két jómadár elrabolja a vonatot, hogy megszerezzék a szibériai mamutcsontokat. Kate egy különös, sínen futó szerkezet és a kis Youki segítségével utánuk ered, szerencsétlenségükre azonban a vonat egy hídon éppen csak átér, mögöttük ugyanis a híd leszakad, és így senki sem mehet tovább.
Kate az erdőben található hegyen találkozik Boris-szal, aki repülőgépével nekizuhant véletlenül ugyan ennek a hegynek. A repülőgépe már nem működőképes, de a katapultjával segít Kate-nek, hogy a szakadék túloldalára jusson. Ott megtalálja épségben Oscart, de Hans-ot nem. Őt magukkal vitték a tolvajok. A vonat sajnos csak abban az esetben folytathatja az utat, ha megszabadulnak az utaskocsitól. Fájdalmas szívvel, de muszáj lecsatolniuk, és hagyni a folyóba veszni azt Hans munkáival együtt.
A vonat a sínek végén megáll. Ott megtalálják Ivant és Igort, de Hans már nincs köztük. Kate megpróbál felmenni a jeges domb tetején található mamutszoborhoz, ott azonban találkozik Igorral, és egy rossz lépés következtében beszakad alatta a jég.
A youkol falu egyik lakásának hálószabályában tér magához, ahol nagyon kedvesek hozzá. Nyelvükből azonban ("Koolookmaq, Tooktoot.") semmit sem ért, csupán páran beszélnek számára is érthetően. Hans a sámánnő gondozásában van, és rendkívül rossz állapotban. A sámánasszony elmondása szerint csak egyféleképpen lehet rábírni Hansot arra, hogy ne adja fel az életét, és az pedig egy különleges youkol főzet, melyhez sajnos egy ritka bogyós termésre van szükség. Kate megtalálja azt egy barlangban, majd odaadja a sámánnak.
A főzet gőzének hatására Kate bekerül Hans látomásába. Ott találkozik Anna Voralberg-gel, Hans elhunyt nővérével, valamint Hans apjával. Megismeri gyerekkorának egy apró részletét. Hans éppen büntetésben van az emeleti szobájában, ahol szigorú apja tartja. Hans épp egy különös, szív-formájú szerkezeten dolgozik, amiből erős fény jelenik meg, majd Kate felébred.
A youkolok segítségével a vonatot bevonszolják a faluba, Oscarnak azonban itt véget ért az útja. Minden automata azért él, hogy szolgálja a teremtőjét - mondja Hans egészségügyi állapotának hírét hallva, majd elmegy minden magyarázat nélkül. A sámán házában Hans egyesül Oscar egykori vázával, és felébred. A vonat elejére szerelt melegítőszerkezettel kiolvasztják a youkol hajót, és folytatják útjukat, immár ketten.
Egy jégsziget az útjukban áll, ahol újra megjelenik Igor. Róla azonban a pingvinek gondoskodnak. Kate egy narvál agyarával kiszabadítja a megakadt hajót, és továbbmennek.
Megérkeznek Szibéria szigetére. A szigeten egy különös virág hatására a Youki felébred a téli álmából, és megmutatja Kate-nek és Hans-nak a mamutok felé vezető utat. A különleges mamuthívó duda megfelelő szólamú hangjának hatására megjelennek a mamutok, és a történet véget ér. Vagy mégsem?
|  | Itt a vége a cselekmény részletezésének! |

## Fejlesztés
A játék 13 hónap alatt készült el Virtools Dev 3.0 fejlesztési eszközök használatával.

## A sorozat további részei
- Syberia (2002)

## Fordítás
- Ez a szócikk részben vagy egészben  a   Syberia II című angol Wikipédia-szócikk fordításán alapul.  Az eredeti cikk szerkesztőit annak laptörténete sorolja fel. Ez a jelzés csupán a megfogalmazás eredetét és a szerzői jogokat jelzi, nem szolgál a cikkben szereplő információk forrásmegjelöléseként.
- Ez a szócikk részben vagy egészben  a   Syberia II című francia Wikipédia-szócikk fordításán alapul.  Az eredeti cikk szerkesztőit annak laptörténete sorolja fel. Ez a jelzés csupán a megfogalmazás eredetét és a szerzői jogokat jelzi, nem szolgál a cikkben szereplő információk forrásmegjelöléseként.